# Insenatura di Bowman
L'insenatura di Bowman (in inglese Bowman Inlet) è un'insenatura situata sulla costa di Bowman, nella parte sudorientale della Terra di Graham, in Antartide. L'insenatura si estende dal nunatak Kay a punta Platt, sulla penisola Hollick-Kenyon ed è completamente ricoperta da quello che rimane della piattaforma glaciale Larsen C.
All'interno dell'insenatura, o comunque della cale situate sulla sua costa, si gettano, andando al alimentare la suddetta piattaforma, diversi ghiacciai, tra cui il ghiacciaio Crono.

## Storia
L'insenatura di Bowman fu fotografata per la prima volta il 23 novembre 1935 durante una ricognizione aerea effettuata da Lincoln Ellsworth e, proprio basandosi su quelle foto, W.L.G. Joerg ne mappò le coste occidentali. La formazione fu quindi rifotografata nel 1940 dal Programma Antartico degli Stati Uniti d'America e poi ancora nel 1947 nel corso della Spedizione antartica di ricerca Ronne. Fu infine esplorata via terra e interamente mappata nel 1958 dal British Antarctic Survey, che all'epoca si chiamava ancora Falkland Islands and Dependencies Survey (FIDS) e il Comitato consultivo dei nomi antartici la battezzò così in onore del tenente della marina militare statunitense Bradley J. Bowman, ufficiale in carica dell'Unità Costruzioni presso la Stazione Palmer durante l'Operazione Deep Freeze, nel 1969.